# Synagoge (Unterschüpf)

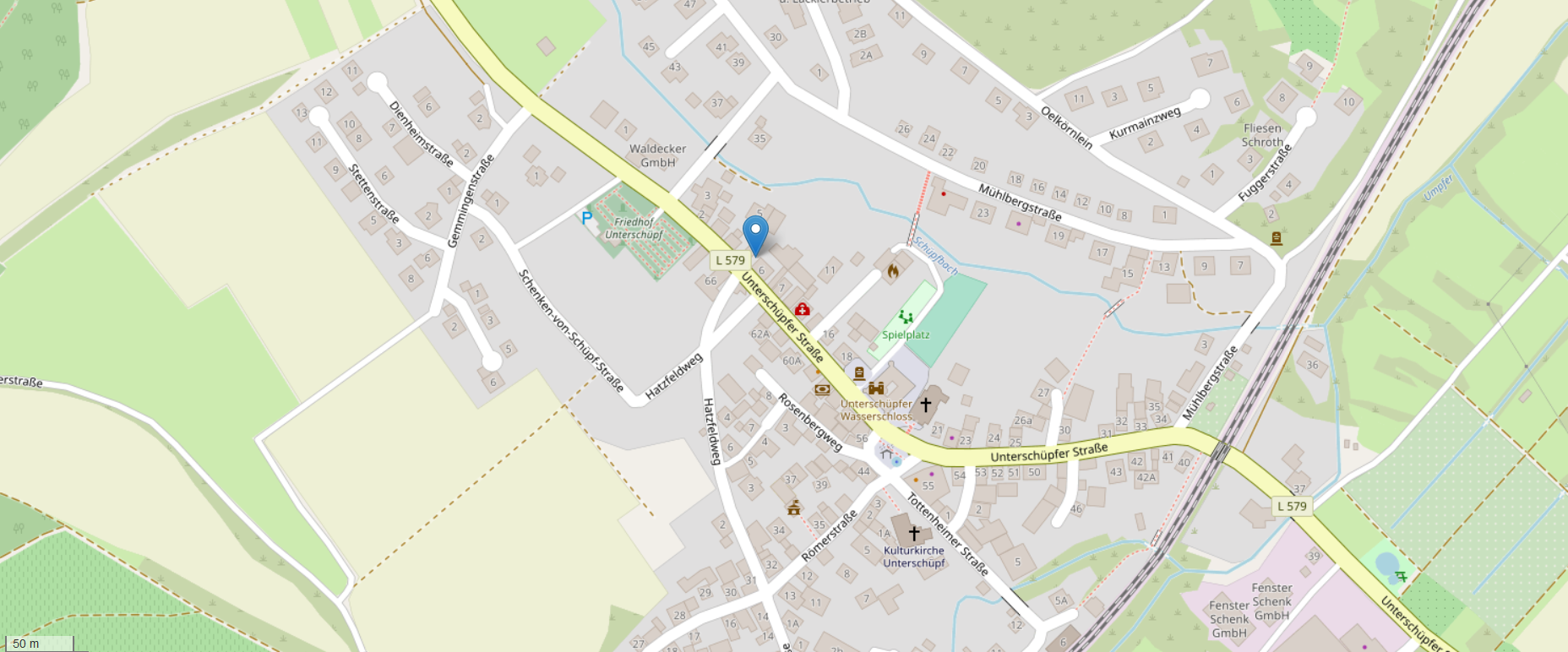
Lage der ehemaligen Synagoge Unterschüpf

Die ehemalige Synagoge in Unterschüpf, einem Stadtteil von Boxberg im Main-Tauber-Kreis, bestand bis ins 19. Jahrhundert.

## Geschichte
Die Synagoge befand sich in der Unterschüpfer Straße 62. Das Baujahr der Synagoge ist nicht bekannt. Nachdem die Jüdische Gemeinde Unterschüpf aufgelöst worden war, wurde die Synagoge verkauft. Seit 1882, nach einem Umbau, ist sie als Scheune erhalten. Bevor die letzten Juden Unterschüpf verlassen haben, standen Pläne für einen Neubau einer Synagoge an. Für diese wurden bereits Gelder gestiftet. Doch durch die starke Abnahme der Mitgliederzahl der jüdischen Gemeinde wurden die Pläne des Neubaus nicht durchgeführt.